# Хаурот
Хаурот (њем. Hauroth) општина је у њемачкој савезној држави Рајна-Палатинат. Једно је од 92 општинска средишта округа Кохем-Цел. Према процјени из 2010. у општини је живјело 317 становника. Посједује регионалну шифру (AGS) 7135040.

## Географски и демографски подаци
Хаурот се налази у савезној држави Рајна-Палатинат у округу Кохем-Цел. Општина се налази на надморској висини од 520 метара. Површина општине износи 3,9 km². У самом мјесту је, према процјени из 2010. године, живјело 317 становника. Просјечна густина становништва износи 80 становника/km².